# 산마루초등학교
산마루초등학교는 대한민국 경기도 구리시에 있는 공립 초등학교이다.<ref>경기도의회 (2016년 1월 4일). “경기도립학교 설치조례 별표”. 《국가법령정보센터》. 대한민국 법제처. 2016년 7월 30일에 확인함.

## 연혁
- 2016.06.01 6학급(유치원 3학급) 개교
- 2016.06.01 초대 박서식 교장 취임